# هینی (کلرادو)
هینی (به انگلیسی: Heeney) یک منطقهٔ مسکونی در ایالات متحده آمریکا است که در شهرستان سامیت، کلرادو واقع شده‌است. هینی ۲٬۴۵۲ متر بالاتر از سطح دریا واقع شده‌است.